# Duottarjávri
Duottarjávri, enligt tidigare ortografi Tutturjaure, är en sjö i Gällivare kommun i Lappland och ingår i Luleälvens huvudavrinningsområde. Sjön har en area på 6,74 kvadratkilometer och ligger 888 meter över havet. Sjön avvattnas av vattendraget Duottarjohka.
Förledet Duottar betyder fjäll så sjöns namn kan översättas till Fjällsjön..

## Delavrinningsområde
Duottarjávri ingår i det delavrinningsområde (754100-158157) som SMHI kallar för Utloppet av Tutturjaure. Medelhöjden är 951 meter över havet och ytan är 25,34 kvadratkilometer. Räknas de 2 avrinningsområdena uppströms in blir den ackumulerade arean 50 kvadratkilometer. Duottarjohka som avvattnar avrinningsområdet har biflödesordning 7, vilket innebär att vattnet flödar genom totalt 7 vattendrag (Lihtijohka, Utloppet från Siiddasjávri, Suorggejohka, Tjävrráädno, Viedásädno, Stora Luleälven och Luleälven) innan det når havet. Avrinningsområdet består mestadels av kalfjäll (73 procent). Avrinningsområdet har 6,83 kvadratkilometer vattenytor vilket ger det en sjöprocent på 26,9 procent.